# Eugenia letreroana
Eugenia letreroana är en myrtenväxtart som beskrevs av Cyrus Longworth Lundell. Eugenia letreroana ingår i släktet Eugenia och familjen myrtenväxter. Inga underarter finns listade i Catalogue of Life.